# Super Mario Bros.
Super Mario Bros. (スーパーマリオブラザーズ Sūpā Mario Burazāzu) là một trò chơi điện tử dạng platform do Nintendo phát triển vào năm 1985, phát hành cho hệ máy Nintendo Entertainment System (NES), và là phần tiếp theo của trò chơi Mario Bros. năm 1983. Trong Super Mario Bros., người chơi điều khiển nhân vật Mario (khi có hai người chơi, người thứ hai sẽ điều khiển nhân vật anh em song sinh của Mario là Luigi) đi qua Vương quốc nấm để cứu Công chúa Peach khỏi tay nhân vật Bowser xấu xa.
Trong hơn hai thập niên, Super Mario Bros. là trò chơi điện tử bán chạy nhất mọi thời đại (trước khi bị truất ngôi bởi Wii Sports cũng của Nintendo năm 2009), và đã bán được hơn 40 triệu bản trên khắp thế giới. Trò chơi này được cho là có vai trò quan trọng trong sự thành công bước đầu của hệ máy NES, cũng như kết thúc hai năm ế ẩm của hệ máy chơi game cầm tay tại Mỹ sau vụ sụp đổ trò chơi điện tử năm 1983. Là một trong những trò chơi có ảnh hưởng nhất do Shigeru Miyamoto và Takashi Tezuka thiết kế, nó trở thành cảm hứng để người ta tạo ra các bản sao, phần tiếp theo, và phóng tác. Nhạc nền của game do Koji Kondo phổ biến trên toàn thế giới, thậm chí với những người chưa từng chơi game nào bao giờ, và được xem là đại diện cho nhạc trò chơi điện tử nói chung.
Sự thành công của Super Mario Bros. khiến cho hãng Nintendo chuyển trò chơi này sang hầu như tất cả hệ game cầm tay của hãng. Vào cuối năm 2010, để kỷ niệm 25 năm ngày phát hành trò chơi, Nintendo đã phát hành một biến thể đỏ đặc biệt của máy chơi game Wii và Nintendo DSi XL ở dạng đóng gói lại và thiết kế theo mô hình Mario, được phát hành hạn chế ở tất cả các khu vực trên thế giới.

## Cách chơi

Người chơi điều khiển Mario đi qua Vương quốc Nấm. Khả năng của Mario thay đổi tùy theo đồ vật nhặt được; ví dụ, Mario có thể bắt banh lửa nếu nhặt được Hoa Lửa.

Người chơi sẽ điều khiển nhân vật chính là Mario. Em trai của Mario, Luigi, chỉ được chơi nếu có người thứ hai tham gia ở chế độ nhiều người chơi, và cũng có cùng vai trò giống như Mario trong kịch bản. Mục tiêu của trò chơi là chạy qua Vương quốc Nấm, sống sót trước đội quân của Bowser và cứu Công chúa Peach. Người chơi sẽ di chuyển từ bên trái màn hình sang bên phải màn hình để đi đến được cột cờ ở cuối mỗi vòng. Có lời đồn về chuyện có thể nhảy vượt qua cột cờ được hay không, và sau này Gametrailers đã xác nhận là được.
Thế giới trong trò chơi có rải các đồng xu để Mario nhặt, và những viên gạch đặc biệt có dấu chấm hỏi ("?"), để khi Mario cụng vào đó, sẽ hiện ra nhiều đồng xu hơn hoặc các đồ vật đặc biệt. Những viên gạch "bí mật" (thường tàng hình) có thể có nhiều đồng xu hơn hoặc là các đồ vật hiếm gặp. Nếu người chơi ăn được Nấm đặc biệt có màu đỏ và vàng, Mario sẽ lớn lên gấp đôi và có thể chịu được một lần chạm trúng địch và các chướng ngại khác, cùng với khả năng phá vỡ gạch phía trên đầu mình. Người chơi được cho sẵn một số "mạng" nhất định (và có thể có thêm mạng bằng cách nhặt nấm '1-Up' màu xanh lá và cam, nhặt 100 đồng xu, hoặc giết vài quân địch một lượt bằng vỏ mai của Koopa - quái vật hình con vịt đội lốt rùa). Mario sẽ mất mạng nếu bị hại quá nhiều lần, rơi xuống hố, hoặc hết giờ; trò chơi kết thúc khi không còn mạng nào. Đòn tấn công chính của Mario là nhảy lên đầu quân địch, mặc dù tùy vào quân địch sẽ có phản ứng khác nhau sau cú nhảy. Ví dụ, một con Goomba (nấm nâu) sẽ bị bẹp và bị đánh bại, còn Koopa Troopa (vịt có mai rùa) sẽ tạm rúc vào mai, cho phép Mario dùng nó để ném sang phía khác. Mai rùa có thể dội vào tường và tiêu diệt các quân địch khác, và cũng có thể dội trúng Mario và làm cho nhân vật bị thương. Một cách khác để giết quân địch là Hoa Lửa, một món đồ mà nếu nhặt được, sẽ làm đổi màu áo của Mario (hoặc chỉ tăng kích thước nếu Mario chưa ăn được nấm đỏ vàng trước đó) và cho phép Mario bắn được quả cầu lửa. Một món đồ ít thấy hơn là Ngôi sao, thường xuất hiện từ những khối gạch ẩn hoặc giấu bên trong. Ngôi sao giúp Mario tạm thời không bị tổn hại với phần lớn các chướng ngại.
Trò chơi bao gồm 8 cảnh (world) với 4 cảnh phụ gọi là "vòng" (stage) trong mỗi cảnh. Vòng cuối cùng của mỗi cảnh sẽ diễn ra trong tòa lâu đài nơi Bowser hoặc một trong các quái thú của hắn sẽ xuất hiện. Một số cảnh có các vòng diễn ra dưới nước, với các loại đối thủ khác nhau. Ngoài ra, còn có các khu vực thưởng và bí mật trong trò chơi. Phần lớn khu vực bí mật có chứa nhiều đồng xu để Mario nhặt, còn các khu vực còn lại có chứa "ống nước" để Mario chuyển thẳng đến các cảnh sau trong game, bỏ qua một số vòng.